# 12 Horas de Sebring 2012
Las 12 Horas de Sebring 2012, fue un evento de carreras de deportes de resistencia celebrado en el Sebring International Raceway, Florida, Estados Unidos, del 15 al 17 de marzo de 2012. La carrera sirvió como la ronda de apertura e inaugural tanto para el Campeonato Mundial de Resistencia de la FIA y la American Le Mans Series. La grilla de 64 autos está dividida en nueve clases: cinco de la American Le Mans Series y cuatro del Campeonato Mundial de Resistencia de la FIA.

## Clasificación
Los ganadores de las poles en cada clase están marcados en negrita.
| Pos | Clase     | Equipo                           | Piloto                | Tiempo     | Grilla |
| --- | --------- | -------------------------------- | --------------------- | ---------- | ------ |
| 1   | LMP1      | #1 Audi Sport Team Joest         | Benoît Tréluyer       | 1:45.820   | 1      |
| 2   | LMP1      | #2 Audi Sport Team Joest         | Tom Kristensen        | 1:46.215   | 2      |
| 3   | LMP1      | #3 Audi Sport Team Joest         | Romain Dumas          | 1:46.935   | 3      |
| 4   | P1        | #6 Muscle Milk Pickett Racing    | Klaus Graf            | 1:47.536   | 4      |
| 5   | LMP1      | #15 OAK Racing                   | Guillaume Moreau      | 1:48.319   | 62     |
| 6   | LMP1      | #22 JRM                          | David Brabham         | 1:48.439   | 5      |
| 7   | LMP1      | #21 Strakka Racing               | Danny Watts           | 1:48.590   | 6      |
| 8   | LMP1      | #12 Rebellion Racing             | Neel Jani             | 1:48.630   | 7      |
| 9   | LMP1      | #13 Rebellion Racing             | Andrea Belicchi       | 1:48.956   | 8      |
| 10  | LMP1      | #16 Pescarolo Team               | Emmanuel Collard      | 1:50.200   | 9      |
| 11  | LMP2      | #24 OAK Racing                   | Olivier Pla           | 1:50.467   | 10     |
| 12  | LMP2      | #44 Starworks Motorsport         | Stéphane Sarrazin     | 1:50.823   | 11     |
| 13  | LMP2      | #41 Greaves Motorsport           | Elton Julian          | 1:51.809   | 12     |
| 14  | LMP2      | #23 Signatech Nissan             | Franck Mailleux       | 1:52.084   | 13     |
| 15  | LMP2      | #25 ADR-Delta                    | John Martin           | 1:52.113   | 14     |
| 16  | P2        | #055 Level 5 Motorsports         | Christophe Bouchut    | 1:52.129   | 15     |
| 17  | P2        | #37 Conquest Endurance           | Martin Plowman        | 1:52.493   | 63     |
| 18  | P2        | #95 Level 5 Motorsports          | Luis Díaz             | 1:52.659   | 16     |
| 19  | LMP2      | #49 PeCom Racing                 | Pierre Kaffer         | 1:52.763   | 17     |
| 20  | LMP2      | #31 Lotus                        | Thomas Holzer         | 1:53.080   | 18     |
| 21  | PC        | #9 RSR Racing                    | Bruno Junqueira       | 1:54.510   | 19     |
| 22  | PC        | #06 CORE Autosport               | E. J. Viso            | 1:54.555   | 20     |
| 23  | P1        | #016 Dyson Racing                | Chris Dyson           | 1:54.593   | 21     |
| 24  | PC        | #025 Dempsey Racing              | Dane Cameron          | 1:54.628   | 22     |
| 25  | PC        | #7 Merchant Services Racing      | Pablo Sanchez         | 1:55.160   | 23     |
| 26  | PC        | #05 CORE Autosport               | Colin Braun           | 1:55.208   | 24     |
| 27  | PC        | #5 Muscle Milk Pickett Racing    | Memo Gidley           | 1:55.420   | 25     |
| 28  | PC        | #52 PR1 Mathiasen Motorsports    | Butch Leitzinger      | 1:55.460   | 26     |
| 29  | PC        | #8 Merchant Services Racing      | Kyle Marcelli         | 1:55.654   | 27     |
| 30  | PC        | #18 Performance Tech Motorsports | Raphael Matos         | 1:55.848   | 28     |
| 31  | LMGTE Pro | #51 AF Corse                     | Gianmaria Bruni       | 1:58.427   | 29     |
| 32  | LMGTE Pro | #59 Luxury Racing                | Jaime Melo            | 1:58.723   | 30     |
| 33  | GT        | #03 Corvette Racing              | Jan Magnussen         | 1:58.996   | 31     |
| 34  | GT        | #4 Corvette Racing               | Oliver Gavin          | 1;59.007   | 32     |
| 35  | LMGTE Pro | #71 AF Corse                     | Olivier Beretta       | 1:59.084   | 33     |
| 36  | GT        | #56 BMW Team RLL                 | Joey Hand             | 1:59.776   | 34     |
| 37  | GT        | #01 Extreme Speed Motorsports    | Johannes van Overbeek | 2:00.094   | 35     |
| 38  | GT        | #45 Flying Lizard Motorsports    | Jörg Bergmeister      | 2:00.119   | 36     |
| 39  | LMGTE Pro | #97 Aston Martin Racing          | Stefan Mücke          | 2:00.174   | 37     |
| 40  | LMGTE Am  | #58 Luxury Racing                | Dominik Farnbacher    | 2:00.184   | 38     |
| 41  | LMGTE Pro | #77 Team Felbermayr-Proton       | Richard Lietz         | 2:00.256   | 39     |
| 42  | GT        | #155 BMW Team RLL                | Jörg Müller           | 2:00.337   | 40     |
| 43  | GT        | #02 Extreme Speed Motorsports    | Anthony Lazzaro       | 2:00.344   | 41     |
| 44  | LMGTE Am  | #57 Krohn Racing                 | Niclas Jönsson        | 2:00.929   | 42     |
| 45  | GT        | #17 Team Falken Tire             | Wolf Henzler          | 2:01.632   | 43     |
| 46  | LMGTE Am  | #50 Larbre Compétition           | Pedro Lamy            | 2:01.640   | 44     |
| 47  | LMGTE Am  | #88 Team Felbermayr-Proton       | Paolo Ruberti         | 2:01.787   | 45     |
| 48  | GT        | #48 Paul Miller Racing           | Sascha Maassen        | 2:02.150   | 46     |
| 49  | LMGTE Am  | #70 Larbre Compétition           | Jean-Philippe Belloc  | 2:02.732   | 47     |
| 50  | LMGTE Am  | #61 AF Corse-Waltrip             | Rui Águas             | 2:03.331   | 48     |
| 51  | LMGTE Am  | #55 JWA-Avila                    | Joël Camathias        | 2:04.342   | 49     |
| 52  | GTC       | #30 NGT Motorsport               | Sean Edwards          | 2:06.674   | 50     |
| 53  | GTC       | #34 Green Hornet Racing          | Damien Faulkner       | 2:06.697   | 51     |
| 54  | GTC       | #022 Alex Job Racing             | Leh Keen              | 2:06.711   | 52     |
| 55  | GTC       | #023 Alex Job Racing             | Dion von Moltke       | 2:07.016   | 53     |
| 56  | GTC       | #11 JDX Racing                   | Kévin Estre           | 2:07.264   | 54     |
| 57  | GT        | #044 Flying Lizard Motorsports   | Seth Neiman           | 2:07.354   | 55     |
| 58  | GTC       | #031 NGT Motorsport              | Nicki Thiim           | 2:07.434   | 56     |
| 59  | GTC       | #66 TRG                          | Spencer Pumpelly      | 2:07.550   | 57     |
| 60  | GTC       | #32 GMG Racing                   | James Sofronas        | 2:08.607   | 58     |
| 61  | GTC       | #024 Competition Motorsports     | Cort Wagner           | 2:08.792   | 59     |
| 62  | P2        | #54 Black Swan Racing            | Jon Fogarty           | 2:35.156   | 60     |
| 63  | LMP2      | #29 Gulf Racing Middle East      | Jean-Denis Délétraz   | 14:43.720  | EX     |
| 64  | LMP2      | #28 Gulf Racing Middle East      | Sin Tiempo            | Sin Tiempo | 61     |

## Carrera
Ganadores de la clase en negrita. Los coches que no completan el 70% de la distancia del ganador (227 vueltas) son marcados como No Clasificados (NC).
| Pos    | Clase     | No  | Equipo                       | Pilotos                                                 | Chasis                               | Neumáticos | Vueltas |
| Pos    | Clase     | No  | Equipo                       | Pilotos                                                 | Motor                                | Neumáticos | Vueltas |
| ------ | --------- | --- | ---------------------------- | ------------------------------------------------------- | ------------------------------------ | ---------- | ------- |
| 1      | LMP1      | 2   | Audi Sport Team Joest        | Allan McNish Tom Kristensen Rinaldo Capello             | Audi R18 TDI                         | M          | 325     |
| 1      | LMP1      | 2   | Audi Sport Team Joest        | Allan McNish Tom Kristensen Rinaldo Capello             | Audi TDI 3.7 L Turbo V6 (Diesel)     | M          | 325     |
| 2      | LMP1      | 3   | Audi Sport Team Joest        | Timo Bernhard Romain Dumas Loïc Duval                   | Audi R18 TDI                         | M          | 321     |
| 2      | LMP1      | 3   | Audi Sport Team Joest        | Timo Bernhard Romain Dumas Loïc Duval                   | Audi TDI 3.7 L Turbo V6 (Diesel)     | M          | 321     |
| 3      | LMP2      | 44  | Starworks Motorsport         | Ryan Dalziel Enzo Potolicchio Stéphane Sarrazin         | HPD ARX-03b                          | D          | 319     |
| 3      | LMP2      | 44  | Starworks Motorsport         | Ryan Dalziel Enzo Potolicchio Stéphane Sarrazin         | Honda HR28TT 2.8 L Turbo V6          | D          | 319     |
| 4      | P2        | 055 | Level 5 Motorsports          | Scott Tucker João Barbosa Christophe Bouchut            | HPD ARX-03b                          | D          | 319     |
| 4      | P2        | 055 | Level 5 Motorsports          | Scott Tucker João Barbosa Christophe Bouchut            | Honda HR28TT 2.8 L Turbo V6          | D          | 319     |
| 5      | LMP2      | 24  | OAK Racing                   | Jacques Nicolet Olivier Pla Matthieu Lahaye             | Morgan LMP2                          | D          | 318     |
| 5      | LMP2      | 24  | OAK Racing                   | Jacques Nicolet Olivier Pla Matthieu Lahaye             | Judd HK 3.6 L V8                     | D          | 318     |
| 6      | LMP1      | 16  | Pescarolo Team               | Emmanuel Collard Jean-Christophe Boullion Julien Jousse | Pescarolo 01                         | M          | 318     |
| 6      | LMP1      | 16  | Pescarolo Team               | Emmanuel Collard Jean-Christophe Boullion Julien Jousse | Judd GV5 S2 5.0 L V10                | M          | 318     |
| 7      | LMP2      | 49  | Pecom Racing                 | Luis Pérez Companc Soheil Ayari Pierre Kaffer           | Oreca 03                             | D          | 317     |
| 7      | LMP2      | 49  | Pecom Racing                 | Luis Pérez Companc Soheil Ayari Pierre Kaffer           | Nissan VK45DE 4.5 L V8               | D          | 317     |
| 8      | P1        | 016 | Dyson Racing Team            | Chris Dyson Guy Smith Steven Kane                       | Lola B12/60                          | D          | 317     |
| 8      | P1        | 016 | Dyson Racing Team            | Chris Dyson Guy Smith Steven Kane                       | Mazda MZR-R 2.0 L Turbo I4 (Butanol) | D          | 317     |
| 9      | LMP2      | 41  | Greaves Motorsport           | Christian Zugel Ricardo González Elton Julian           | Zytek Z11SN                          | D          | 316     |
| 9      | LMP2      | 41  | Greaves Motorsport           | Christian Zugel Ricardo González Elton Julian           | Nissan VK45DE 4.5 L V8               | D          | 316     |
| 10     | LMP1      | 21  | Strakka Racing               | Nick Leventis Jonny Kane Danny Watts                    | HPD ARX-03a                          | M          | 316     |
| 10     | LMP1      | 21  | Strakka Racing               | Nick Leventis Jonny Kane Danny Watts                    | Honda LM-V8 3.4 L V8                 | M          | 316     |
| 11     | LMP2      | 25  | ADR-Delta                    | John Martin Robbie Kerr Tor Graves                      | Oreca 03                             | D          | 315     |
| 11     | LMP2      | 25  | ADR-Delta                    | John Martin Robbie Kerr Tor Graves                      | Nissan VK45DE 4.5 L V8               | D          | 315     |
| 12     | PC        | 06  | CORE Autosport               | E. J. Viso Alex Popow Burt Frisselle                    | Oreca FLM09                          | M          | 312     |
| 12     | PC        | 06  | CORE Autosport               | E. J. Viso Alex Popow Burt Frisselle                    | Chevrolet 6.2 L V8                   | M          | 312     |
| 13     | PC        | 52  | PR1 Mathiasen Racing         | Butch Leitzinger Ken Dobson Rudy Junco, Jr.             | Oreca FLM09                          | M          | 311     |
| 13     | PC        | 52  | PR1 Mathiasen Racing         | Butch Leitzinger Ken Dobson Rudy Junco, Jr.             | Chevrolet 6.2 L V8                   | M          | 311     |
| 14 DNF | LMP2      | 31  | Lotus                        | Thomas Holzer Mirco Schultis Luco Moro                  | Lola B12/80                          | D          | 310     |
| 14 DNF | LMP2      | 31  | Lotus                        | Thomas Holzer Mirco Schultis Luco Moro                  | Lotus (Judd) 3.6 L V8                | D          | 310     |
| 15     | PC        | 05  | CORE Autosport               | Colin Braun Jon Bennett Eric Lux                        | Oreca FLM09                          | M          | 310     |
| 15     | PC        | 05  | CORE Autosport               | Colin Braun Jon Bennett Eric Lux                        | Chevrolet 6.2 L V8                   | M          | 310     |
| 16     | LMP1      | 1   | Audi Sport Team Joest        | André Lotterer Benoît Tréluyer Marcel Fässler           | Audi R18 TDI                         | M          | 310     |
| 16     | LMP1      | 1   | Audi Sport Team Joest        | André Lotterer Benoît Tréluyer Marcel Fässler           | Audi TDI 3.7 L Turbo V6 (Diesel)     | M          | 310     |
| 17     | LMP1      | 22  | JRM                          | Peter Dumbreck David Brabham Karun Chandhok             | HPD ARX-03a                          | M          | 309     |
| 17     | LMP1      | 22  | JRM                          | Peter Dumbreck David Brabham Karun Chandhok             | Honda LM-V8 3.4 L V8                 | M          | 309     |
| 18     | GT        | 56  | BMW Team RLL                 | Dirk Müller Joey Hand Jonathan Summerton                | BMW M3 GT2                           | D          | 307     |
| 18     | GT        | 56  | BMW Team RLL                 | Dirk Müller Joey Hand Jonathan Summerton                | BMW 4.0 L V8                         | D          | 307     |
| 19     | GT        | 03  | Corvette Racing              | Jan Magnussen Jordan Taylor Antonio García              | Chevrolet Corvette C6.R              | M          | 307     |
| 19     | GT        | 03  | Corvette Racing              | Jan Magnussen Jordan Taylor Antonio García              | Chevrolet 5.5 L V8                   | M          | 307     |
| 20     | LMGTE Pro | 71  | AF Corse                     | Andrea Bertolini Olivier Beretta Marco Cioci            | Ferrari 458 Italia GT2               | M          | 307     |
| 20     | LMGTE Pro | 71  | AF Corse                     | Andrea Bertolini Olivier Beretta Marco Cioci            | Ferrari 4.5 L V8                     | M          | 307     |
| 21     | GT        | 4   | Corvette Racing              | Oliver Gavin Tommy Milner Richard Westbrook             | Chevrolet Corvette C6.R              | M          | 307     |
| 21     | GT        | 4   | Corvette Racing              | Oliver Gavin Tommy Milner Richard Westbrook             | Chevrolet 5.5 L V8                   | M          | 307     |
| 22     | GT        | 155 | BMW Team RLL                 | Bill Auberlen Jörg Müller Uwe Alzen                     | BMW M3 GT2                           | D          | 307     |
| 22     | GT        | 155 | BMW Team RLL                 | Bill Auberlen Jörg Müller Uwe Alzen                     | BMW 4.0 L V8                         | D          | 307     |
| 23     | LMGTE Pro | 77  | Team Felbermayr-Proton       | Marc Lieb Richard Lietz Patrick Pilet                   | Porsche 997 GT3-RSR                  | M          | 306     |
| 23     | LMGTE Pro | 77  | Team Felbermayr-Proton       | Marc Lieb Richard Lietz Patrick Pilet                   | Porsche 4.0 L Flat-6                 | M          | 306     |
| 24     | GT        | 48  | Paul Miller Racing           | Bryce Miller Sascha Maassen Rob Bell                    | Porsche 997 GT3-RSR                  | D          | 303     |
| 24     | GT        | 48  | Paul Miller Racing           | Bryce Miller Sascha Maassen Rob Bell                    | Porsche 4.0 L Flat-6                 | D          | 303     |
| 25     | PC        | 7   | Merchant Services Racing     | Chapman Ducote Javier Acheverria Pablo Sanchez          | Oreca FLM09                          | M          | 303     |
| 25     | PC        | 7   | Merchant Services Racing     | Chapman Ducote Javier Acheverria Pablo Sanchez          | Chevrolet 6.2 L V8                   | M          | 303     |
| 26     | GT        | 044 | Flying Lizard Motorsports    | Seth Neiman Darren Law Andy Lally                       | Porsche 997 GT3-RSR                  | M          | 303     |
| 26     | GT        | 044 | Flying Lizard Motorsports    | Seth Neiman Darren Law Andy Lally                       | Porsche 4.0 L Flat-6                 | M          | 303     |
| 27     | GT        | 02  | Extreme Speed Motorsports    | Ed Brown Jeff Segal Anthony Lazzaro                     | Ferrari 458 Italia GT2               | M          | 303     |
| 27     | GT        | 02  | Extreme Speed Motorsports    | Ed Brown Jeff Segal Anthony Lazzaro                     | Ferrari 4.5 L V8                     | M          | 303     |
| 28 DNF | P1        | 6   | Muscle Milk Pickett Racing   | Klaus Graf Lucas Luhr Simon Pagenaud                    | HPD ARX-03a                          | M          | 302     |
| 28 DNF | P1        | 6   | Muscle Milk Pickett Racing   | Klaus Graf Lucas Luhr Simon Pagenaud                    | Honda 3.4 L V8                       | M          | 302     |
| 29     | LMGTE Am  | 88  | Team Felbermayr-Proton       | Christian Ried Gianluca Roda Paolo Ruberti              | Porsche 997 GT3-RSR                  | M          | 298     |
| 29     | LMGTE Am  | 88  | Team Felbermayr-Proton       | Christian Ried Gianluca Roda Paolo Ruberti              | Porsche 4.0 L Flat-6                 | M          | 298     |
| 30     | P2        | 54  | Black Swan Racing            | Tim Pappas Bret Curtis Jon Fogarty                      | Lola B11/80                          | D          | 298     |
| 30     | P2        | 54  | Black Swan Racing            | Tim Pappas Bret Curtis Jon Fogarty                      | Honda HR28TT 2.8 L Turbo V6          | D          | 298     |
| 31     | LMGTE Am  | 70  | Larbre Compétition           | Pascal Gibon Christophe Bourret Jean-Philippe Belloc    | Chevrolet Corvette C6.R              | M          | 297     |
| 31     | LMGTE Am  | 70  | Larbre Compétition           | Pascal Gibon Christophe Bourret Jean-Philippe Belloc    | Corvette 5.5 L V8                    | M          | 297     |
| 32     | LMP1      | 12  | Rebellion Racing             | Nicolas Prost Neel Jani Nick Heidfeld                   | Lola B11/60                          | M          | 296     |
| 32     | LMP1      | 12  | Rebellion Racing             | Nicolas Prost Neel Jani Nick Heidfeld                   | Toyota RV8KLM 3.4 L V8               | M          | 296     |
| 33     | GTC       | 023 | Alex Job Racing              | Bill Sweedler Townsend Bell Dion von Moltke             | Porsche 997 GT3 Cup                  | Y          | 292     |
| 33     | GTC       | 023 | Alex Job Racing              | Bill Sweedler Townsend Bell Dion von Moltke             | Porsche 3.8 L Flat-6                 | Y          | 292     |
| 34     | LMGTE Pro | 97  | Aston Martin Racing          | Stefan Mücke Darren Turner Adrián Fernández             | Aston Martin Vantage GTE             | M          | 292     |
| 34     | LMGTE Pro | 97  | Aston Martin Racing          | Stefan Mücke Darren Turner Adrián Fernández             | Aston Martin 4.5 L V8                | M          | 292     |
| 35     | GTC       | 022 | Alex Job Racing              | Cooper MacNeil Leh Keen Louis-Philippe Dumoulin         | Porsche 997 GT3 Cup                  | Y          | 291     |
| 35     | GTC       | 022 | Alex Job Racing              | Cooper MacNeil Leh Keen Louis-Philippe Dumoulin         | Porsche 3.8 L Flat-6                 | Y          | 291     |
| 36     | LMP1      | 13  | Rebellion Racing             | Andrea Belicchi Harold Primat Jeroen Bleekemolen        | Lola B11/60                          | M          | 291     |
| 36     | LMP1      | 13  | Rebellion Racing             | Andrea Belicchi Harold Primat Jeroen Bleekemolen        | Toyota RV8KLM 3.4 L V8               | M          | 291     |
| 37     | GTC       | 34  | Green Hornet Racing          | Peter LeSaffre Damien Faulkner Sebastiaan Bleekemolen   | Porsche 997 GT3 Cup                  | Y          | 290     |
| 37     | GTC       | 34  | Green Hornet Racing          | Peter LeSaffre Damien Faulkner Sebastiaan Bleekemolen   | Porsche 3.8 L Flat-6                 | Y          | 290     |
| 38     | GT        | 17  | Team Falken Tire             | Bryan Sellers Wolf Henzler Martin Ragginger             | Porsche 997 GT3-RSR                  | F          | 290     |
| 38     | GT        | 17  | Team Falken Tire             | Bryan Sellers Wolf Henzler Martin Ragginger             | Porsche 4.0 L Flat-6                 | F          | 290     |
| 39 DNF | LMGTE Am  | 50  | Larbre Compétition           | Patrick Bornhauser Julien Canal Pedro Lamy              | Chevrolet Corvette C6.R              | M          | 288     |
| 39 DNF | LMGTE Am  | 50  | Larbre Compétition           | Patrick Bornhauser Julien Canal Pedro Lamy              | Corvette 5.5 L V8                    | M          | 288     |
| 40     | GTC       | 66  | TRG                          | Spencer Pumpelly Marc Bunting Emilio Di Guida           | Porsche 997 GT3 Cup                  | Y          | 287     |
| 40     | GTC       | 66  | TRG                          | Spencer Pumpelly Marc Bunting Emilio Di Guida           | Porsche 3.8 L Flat-6                 | Y          | 287     |
| 41     | LMGTE Am  | 61  | AF Corse-Waltrip             | Robert Kauffman Michael Waltrip Rui Águas               | Ferrari 458 Italia GT2               | M          | 283     |
| 41     | LMGTE Am  | 61  | AF Corse-Waltrip             | Robert Kauffman Michael Waltrip Rui Águas               | Ferrari 4.5 L V8                     | M          | 283     |
| 42     | PC        | 5   | Muscle Milk Pickett Racing   | Memo Gidley Michael Guasch Roger Wills                  | Oreca FLM09                          | M          | 282     |
| 42     | PC        | 5   | Muscle Milk Pickett Racing   | Memo Gidley Michael Guasch Roger Wills                  | Chevrolet 6.2 L V8                   | M          | 282     |
| 43     | GTC       | 11  | JDX Racing                   | Chris Cumming Kévin Estre Mark Bullitt                  | Porsche 997 GT3 Cup                  | Y          | 282     |
| 43     | GTC       | 11  | JDX Racing                   | Chris Cumming Kévin Estre Mark Bullitt                  | Porsche 3.8 L Flat-6                 | Y          | 282     |
| 44     | P2        | 37  | Conquest Endurance           | Martin Plowman David Heinemeier Hansson Jan Heylen      | Morgan LMP2                          | D          | 281     |
| 44     | P2        | 37  | Conquest Endurance           | Martin Plowman David Heinemeier Hansson Jan Heylen      | Judd HK 3.6 L V8                     | D          | 281     |
| 45     | GTC       | 024 | Competition Motorsports      | Bob Faieta Cort Wagner Michael Avenatti                 | Porsche 997 GT3 Cup                  | Y          | 279     |
| 45     | GTC       | 024 | Competition Motorsports      | Bob Faieta Cort Wagner Michael Avenatti                 | Porsche 3.8 L Flat-6                 | Y          | 279     |
| 46     | GT        | 01  | Extreme Speed Motorsports    | Scott Sharp Johannes van Overbeek Guy Cosmo             | Ferrari 458 Italia GT2               | M          | 278     |
| 46     | GT        | 01  | Extreme Speed Motorsports    | Scott Sharp Johannes van Overbeek Guy Cosmo             | Ferrari 4.5 L V8                     | M          | 278     |
| 47     | LMP2      | 28  | Gulf Racing Middle East      | Fabien Giroix Maxime Jousse Stefan Johansson            | Lola B12/80                          | D          | 277     |
| 47     | LMP2      | 28  | Gulf Racing Middle East      | Fabien Giroix Maxime Jousse Stefan Johansson            | Nissan VK45DE 4.5 L V8               | D          | 277     |
| 48     | GTC       | 32  | GMG Racing                   | James Sofronas Alex Welch René Villeneuve               | Porsche 997 GT3 Cup                  | Y          | 276     |
| 48     | GTC       | 32  | GMG Racing                   | James Sofronas Alex Welch René Villeneuve               | Porsche 3.8 L Flat-6                 | Y          | 276     |
| 49     | PC        | 18  | Performance Tech Motorsports | Anthony Nicolosi Ricardo Vera Raphael Matos             | Oreca FLM09                          | M          | 274     |
| 49     | PC        | 18  | Performance Tech Motorsports | Anthony Nicolosi Ricardo Vera Raphael Matos             | Chevrolet 6.2 L V8                   | M          | 274     |
| 50     | LMGTE Am  | 57  | Krohn Racing                 | Tracy Krohn Niclas Jonsson Michele Rugolo               | Ferrari 458 Italia GT2               | D          | 265     |
| 50     | LMGTE Am  | 57  | Krohn Racing                 | Tracy Krohn Niclas Jonsson Michele Rugolo               | Ferrari 4.5 L V8                     | D          | 265     |
| 51     | PC        | 9   | RSR Racing                   | Bruno Junqueira Tomy Drissi Roberto González            | Oreca FLM09                          | M          | 255     |
| 51     | PC        | 9   | RSR Racing                   | Bruno Junqueira Tomy Drissi Roberto González            | Chevrolet 6.2 L V8                   | M          | 255     |
| 52     | LMGTE Am  | 55  | JWA-Avila                    | Bill Binnie Joël Camathias Markus Palttala              | Porsche 997 GT3-RSR                  | P          | 252     |
| 52     | LMGTE Am  | 55  | JWA-Avila                    | Bill Binnie Joël Camathias Markus Palttala              | Porsche 4.0 L Flat-6                 | P          | 252     |
| 53     | GT        | 45  | Flying Lizard Motorsports    | Patrick Long Jörg Bergmeister Marco Holzer              | Porsche 997 GT3-RSR                  | M          | 251     |
| 53     | GT        | 45  | Flying Lizard Motorsports    | Patrick Long Jörg Bergmeister Marco Holzer              | Porsche 4.0 L Flat-6                 | M          | 251     |
| 54 DNF | GTC       | 031 | NGT Motorsport               | Nicki Thiim Angel Benitez, Sr. Angel Benítez, Jr.       | Porsche 997 GT3 Cup                  | Y          | 236     |
| 54 DNF | GTC       | 031 | NGT Motorsport               | Nicki Thiim Angel Benitez, Sr. Angel Benítez, Jr.       | Porsche 3.8 L Flat-6                 | Y          | 236     |
| 55 DNF | LMP1      | 15  | OAK Racing                   | Guillaume Moreau Dominik Kraihamer Bertrand Baguette    | OAK Pescarolo 01                     | D          | 233     |
| 55 DNF | LMP1      | 15  | OAK Racing                   | Guillaume Moreau Dominik Kraihamer Bertrand Baguette    | Judd DB 3.4 L V8                     | D          | 233     |
| 56 DNF | GTC       | 30  | NGT Motorsport               | Sean Edwards Henrique Cisneros Carlos Kauffman          | Porsche 997 GT3 Cup                  | Y          | 205     |
| 56 DNF | GTC       | 30  | NGT Motorsport               | Sean Edwards Henrique Cisneros Carlos Kauffman          | Porsche 3.8 L Flat-6                 | Y          | 205     |
| 57 DNF | PC        | 025 | Dempsey Racing               | Duncan Ende Henri Richard Dane Cameron                  | Oreca FLM09                          | M          | 172     |
| 57 DNF | PC        | 025 | Dempsey Racing               | Duncan Ende Henri Richard Dane Cameron                  | Chevrolet 6.2 L V8                   | M          | 172     |
| 58 DNF | P2        | 95  | Level 5 Motorsports          | Scott Tucker Luis Díaz Ryan Hunter-Reay                 | HPD ARX-03b                          | D          | 85      |
| 58 DNF | P2        | 95  | Level 5 Motorsports          | Scott Tucker Luis Díaz Ryan Hunter-Reay                 | Honda HR28TT 2.8 L Turbo V6          | D          | 85      |
| 59 DNF | LMP2      | 23  | Signatech Nissan             | Franck Mailleux Jordan Tresson Olivier Lombard          | Oreca 03                             | D          | 85      |
| 59 DNF | LMP2      | 23  | Signatech Nissan             | Franck Mailleux Jordan Tresson Olivier Lombard          | Nissan VK45DE 4.5 L V8               | D          | 85      |
| 60 DNF | LMGTE Pro | 59  | Luxury Racing                | Frédéric Makowiecki Jaime Melo Jean-Karl Vernay         | Ferrari 458 Italia GT2               | M          | 83      |
| 60 DNF | LMGTE Pro | 59  | Luxury Racing                | Frédéric Makowiecki Jaime Melo Jean-Karl Vernay         | Ferrari 4.5 L V8                     | M          | 83      |
| 61 DNF | PC        | 8   | Merchant Services Racing     | Kyle Marcelli Dean Sterling Lucas Downs                 | Oreca FLM09                          | M          | 38      |
| 61 DNF | PC        | 8   | Merchant Services Racing     | Kyle Marcelli Dean Sterling Lucas Downs                 | Chevrolet 6.2 L V8                   | M          | 38      |
| 62 DNF | LMGTE Am  | 58  | Luxury Racing                | Pierre Ehret Dominik Farnbacher François Jakubowski     | Ferrari 458 Italia GT2               | M          | 0       |
| 62 DNF | LMGTE Am  | 58  | Luxury Racing                | Pierre Ehret Dominik Farnbacher François Jakubowski     | Ferrari 4.5 L V8                     | M          | 0       |
| EX     | LMGTE Pro | 51  | AF Corse                     | Giancarlo Fisichella Gianmaria Bruni Toni Vilander      | Ferrari 458 Italia GT2               | M          | -       |
| EX     | LMGTE Pro | 51  | AF Corse                     | Giancarlo Fisichella Gianmaria Bruni Toni Vilander      | Ferrari 4.5 L V8                     | M          | -       |
| EX     | LMP2      | 29  | Gulf Racing Middle East      | Frédéric Fatien Keiko Ihara Jean-Denis Délétraz         | Lola B12/80                          | D          | -       |
| EX     | LMP2      | 29  | Gulf Racing Middle East      | Frédéric Fatien Keiko Ihara Jean-Denis Délétraz         | Nissan VK45DE 4.5 L V8               | D          | -       |